# Jean-Claude Pascal

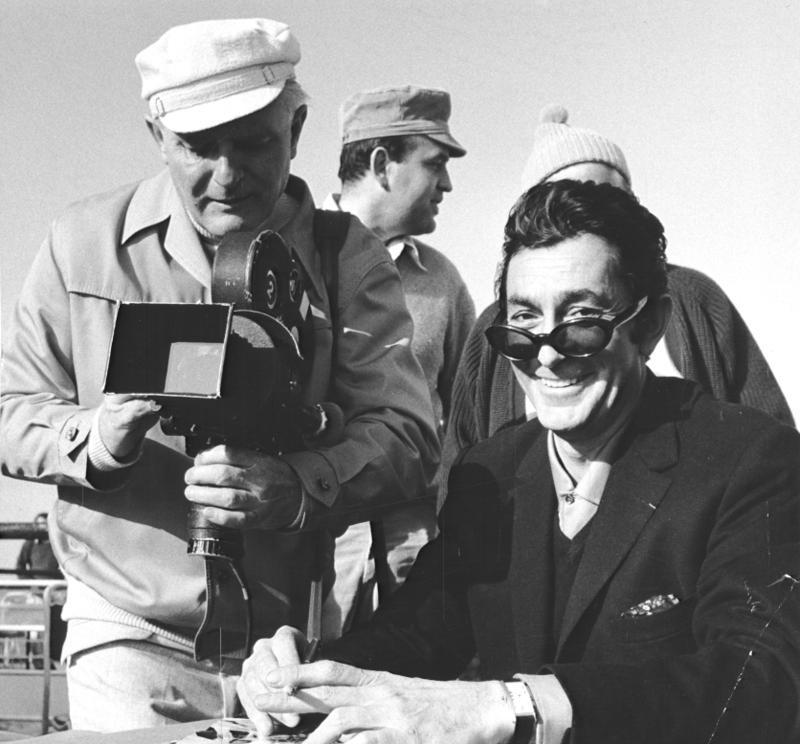
Jean-Claude Pascal (sitzend) mit dem Fotografen Horst Grund (1968)

Jean-Claude Pascal (* 24. Oktober 1927 in Paris, Frankreich; † 5. Mai 1992 in Clichy; eigentlich Jean-Claude Villeminot) war ein französischer Sänger, Schauspieler und Modedesigner.

## Leben und Laufbahn
Jean-Claude Villeminot wurde 1927 als Sohn eines Textilindustriellen in Paris geboren. Sein Vater starb im Jahr seiner Geburt; seine Mutter, Arlette Lemoine, war die Urenkelin des Modeschöpfers Charles Frédéric Worth. Als 17-Jähriger kämpfte Villeminot in der zweiten Panzerdivision des Generals Leclerc, die Straßburg von den deutschen Besatzern befreite, und wurde dafür 1945 mit dem militärischen Orden Croix de guerre ausgezeichnet.
Nach dem Krieg studierte er kurze Zeit Jura und Wirtschaftswissenschaft an der Sorbonne, ehe er in das Textilunternehmen seines Onkels eintrat. Er sammelte Erfahrungen als Modedesigner bei Hermès, Dior und schließlich bei Piguet und trat aufgrund seines ansprechenden Äußeren auch als Mannequin in Erscheinung. Er verließ Piguet, um zum Theater zu gehen. Unter anderem entwarf er Kostüme für Louis Jouvets Inszenierung des Stückes Dom Juan von Molière. 1948 meldete er sich am Cours Simon an, um Schauspieler zu werden, und wählte den Künstlernamen Jean-Claude Pascal.
1949 ergab sich für ihn die Möglichkeit, eine Rolle in Die Kameliendame von Alexandre Dumas an der Seite von Pierre Renoir und Edwige Feuillère zu übernehmen. Die Darbietung kam an, und noch im selben Jahr erhielt er seine erste Filmrolle (in Le jugement de Dieu von Raymond Bernard), der viele weitere folgten, darunter in dem Film Die schöne Lügnerin (1959), in dem er an der Seite Romy Schneiders den Zaren Alexander spielt, in Unter den Dächern von St. Pauli von Alfred Weidenmann (1970) mit Joseph Offenbach, Janie Murray u. a. und Angélique und der Sultan (1968) mit Michèle Mercier. Er arbeitete auch mit Anouk Aimée, Arletty, Brigitte Bardot, Danielle Darrieux, Gina Lollobrigida, Erich von Stroheim und Charles Vanel und wurde ein Intimus von Jean Chevrier, dem Ehemann von Marie Bell.
1959 erhielt er den Prix Femina für die männliche Hauptrolle in Pêcheur d'Islande, der Theaterfassung des gleichnamigen Romans von Pierre Loti.

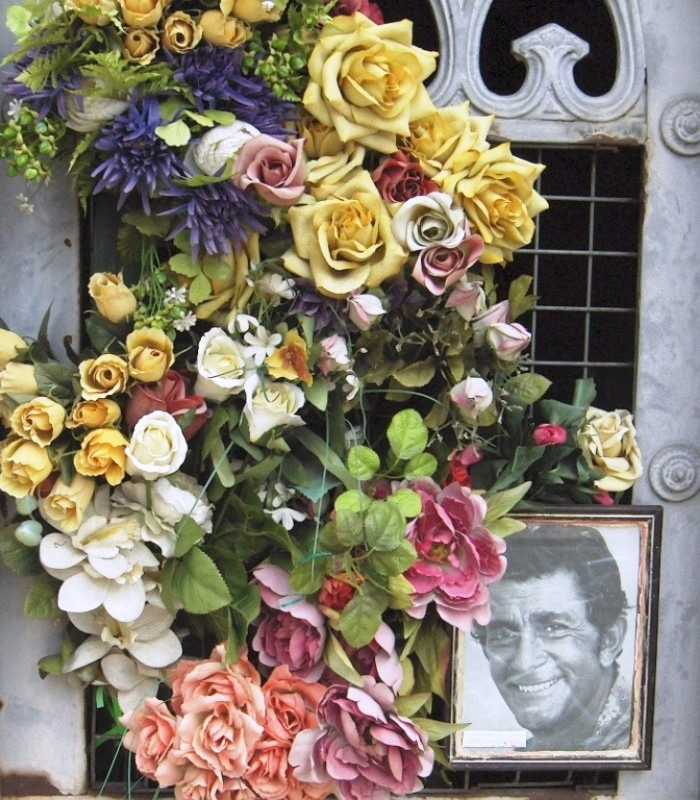
Grab von Jean-Claude Pascal

Mit Aufkommen der Nouvelle Vague im französischen Kino Anfang der 1960er Jahre begann sein Stern als Leinwandstar zu sinken, und Pascal konzentrierte sich auf seine Gesangskarriere. Seine erste Single-Schallplatte (Je voudrais) hatte er 1955 aufgenommen. 1961 gewann er den Grand Prix Eurovision de la chanson für Luxemburg mit dem Lied Nous les amoureux, der poetischen Erzählung von zwei Menschen, deren Liebe die Gesellschaft nicht zulässt. Die meisten Zuschauer dürften an eine Frau und einen Mann gedacht haben, doch wird das Lied heute vor allem als frühes Lied über homosexuelle Liebe interpretiert. Im Jahr 1981 nahm er erneut für Luxemburg am Grand Prix teil und landete mit dem Lied C’est peut-être pas l’Amérique auf Platz 11.
In der französischen Fernsehserie Ich heirate (k)einen Millionär (1966) war Jean-Claude Pascal neben Marie-France Boyer in einer Hauptrolle zu sehen. Die Serie wurde 1968 im ZDF ausgestrahlt. Im DEFA-Musikfilm Die Chansonreise spielte und sang er 1971 an der Seite von Gerti Möller, Angelika Domröse und Gisela May.
Als Chansonnier sang Pascal in vielen Sprachen, darunter auch deutsch, und trat im deutschen Fernsehen auf, so in der Sendung Die Drehscheibe und der Unterhaltungsshow Guten Abend, Nachbarn mit Hans-Joachim Kulenkampff. Zu seinem Repertoire gehörten Lieder von Jean Ferrat, Serge Gainsbourg, Charles Aznavour oder Bernard Dimey, die auch auf seinen mehr als 50 Schallplatten veröffentlicht wurden.
Jean-Claude Pascal war unverheiratet, Kettenraucher und starb 64-jährig an Krebs; er liegt auf dem Cimetière Montparnasse in Paris begraben.

## Filmografie (Auswahl)
- 1951: Quattro rose rosse – Regie: Nunzio Malasomma
- 1951: Chefarzt Dr. Delius (Un grand patron)
- 1954: Die letzte Etappe (Le grand jeu)
- 1954: Versailles – Könige und Frauen (Si Versailles m’était conté)
- 1955: Napoleon
- 1954: Die Gaunerparade (I tre ladri)
- 1955: Les mauvaises rencontres
- 1955: Dunkelroter Venusstern (Le fils de Caroline chérie)
- 1956: Die Herrscherin vom Libanon (La châtelaine du Liban)
- 1957: Die Wäscherinnen von Portugal (Les Lavandières du Portugal)
- 1959: Die schöne Lügnerin
- 1960: Trübe Wasser (La Rabouilleuse)
- 1961: Hinter fremden Fenstern (Le rendez-vous)
- 1966: Mohn ist auch eine Blume (The Poppy Is Also a Flower)
- 1968: Angélique und der Sultan (Angélique et le Sultan)
- 1970: Unter den Dächern von St. Pauli
- 1973: Le temps de vivre, le temps d'aimer (Fernsehserie, 36 Folgen)
- 1987: Liebe läßt alle Blumen blühen (Fernsehfilm)